# Jean Rollin

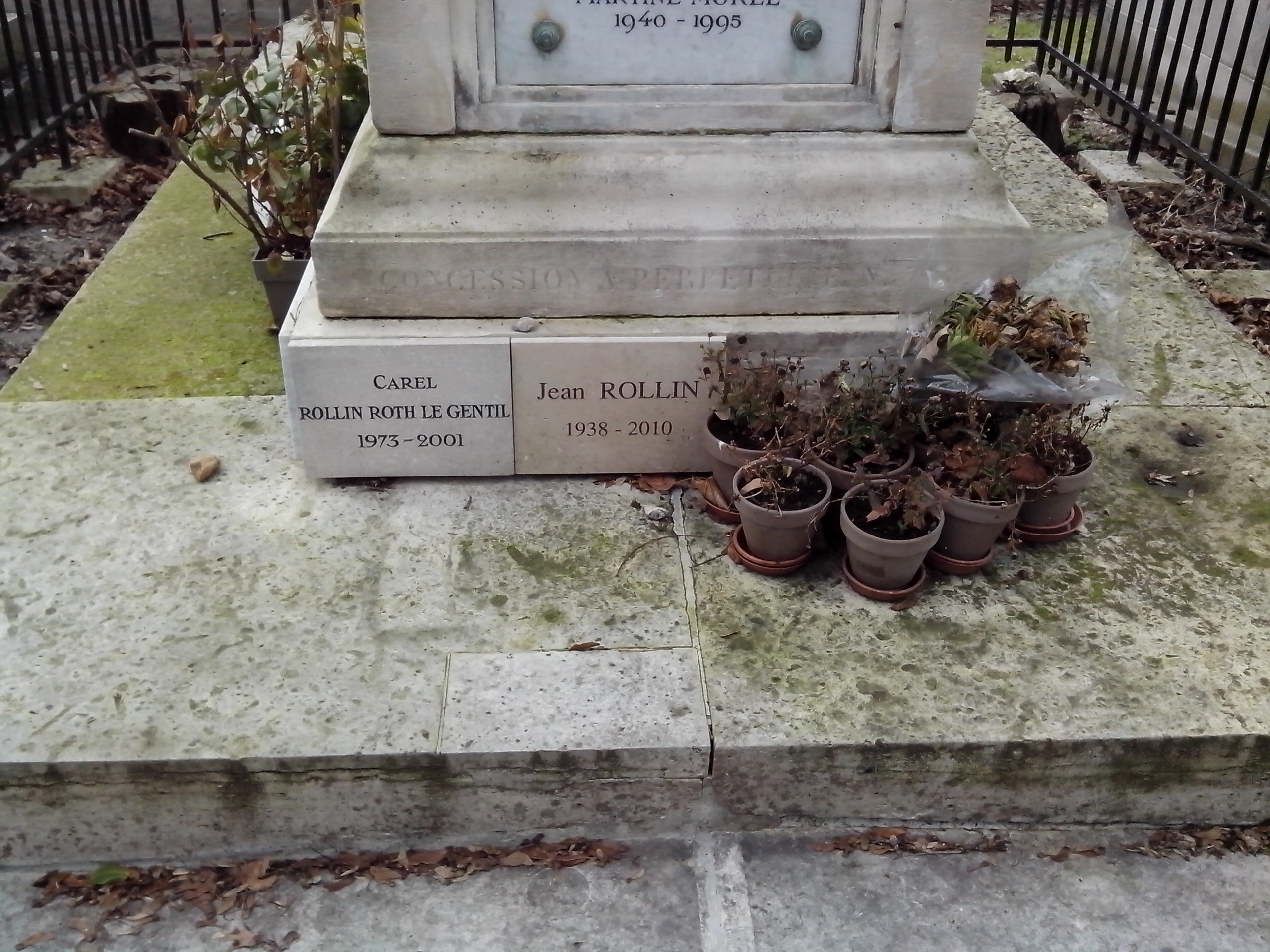
Grab Rollins auf dem Père Lachaise Friedhof

Jean Michel Rollin Le Gentil (* 3. November 1938 in Neuilly-sur-Seine; † 15. Dezember 2010 in Paris) war ein französischer Regisseur und Drehbuchautor. Er ist bekannt für eine Reihe surrealistischer Vampirfilme, die seine Karriere begründeten. Seine Inszenierungen enthalten oft eine erotische Komponente, häufig sind nackte Frauen zu sehen, so dass er in den 1970er Jahren schnell auf das Klischee der „Sex-Vampir-Filme“ reduziert wurde. Zu seinen Arbeiten gehören der erste französische Vampirfilm (Die Vergewaltigung des Vampirs / Le Viol du vampire) und der erste französische Gorefilm (Foltermühle der gefangenen Frauen / Les raisins de la mort).

## Leben
Rollin wurde 1938 als Sohn eines Theaterdirektors in Neuilly-sur-Seine geboren; so kam er früh mit dem französischen Boulevard- und Operettentheater in Berührung. Zu den Freunden seiner Familie zählte der Schriftsteller und Philosoph Georges Bataille.  Schon in jungen Jahren begeisterte sich Rollin für Literatur, amerikanische Low-Budget-Filme und den französischen Expressionismus. Unter verschiedenen Pseudonymen, darunter Michel Gentil, drehte er Hardcore-Filme.

## Filmografie
- 1968: Die Vergewaltigung des Vampirs (Le Viol du Vampire)
- 1969: Die nackten Vampire (La Vampire Nue)
- 1970: Sexual-Terror der entfesselten Vampire (Le Frisson des Vampires)
- 1971: Die Folterkammer des Vampirs (Requiem pour un Vampire)
- 1972: Die eiserne Rose (La Rose de Fer)
- 1973: Schoolgirl Hitchhikers (als Michel Gentil)
- 1973: Dienerinnen des Satans (Les Demoniaques)
- 1974: Lips of Blood (Lèvres de Sang)
- 1975: Phantasmes
- 1977: Hard Penetration
- 1978: Foltermühle der gefangenen Frauen (Les Raisins de la Mort)
- 1979: Fascination
- 1980: Nacht der Gejagten (La Nuit des Traquées)
- 1980: Sumpf der lebenden Toten (Le Lac des Morts-Vivants)
- 1981: The Runaways (Les Echappees)
- 1982: Lady Dracula (La Morte Vivante)
- 1983: Brennpunkt Bangkok – Gefangen im Großstadt-Dschungel (Les trottoirs de Bangkok)
- 1988: Emmanuelle 6
- 1991: Perdue dans New York
- 1993: La Femme Dangereuse
- 1995: Jean Rollin's Vampire (Les Deux Orphelines Vampires)
- 2002: Draculas Braut (La Fiancée de Dracula)
- 2007: Die Nacht der Uhren (La Nuit des horloges)
- 2009: The Mask of Medusa (Le masque de la Méduse)